# هانز أيشيل
هانز أيشيل (بالألمانية: Hans Eichel) (مواليد 24 ديسمبر 1941 في كاسل)، سياسي ألماني ينتمي إلى الحزب الديمقراطي الاجتماعي الألماني (SPD). شغل منصب عمدة كاسل من عام 1975 إلى عام 1991، ورئيس وزراء ولاية هسن ‏ من 1991 إلى 1999، ورئيس المجلس الاتحادي من 1 نوفمبر 1998 إلى 23 أبريل 1999 ووزير المالية الاتحادي من 1999 إلى 2005.

## روابط خارجية
- هانز أيشيل على موقع مونزينجر (الألمانية)